# ウィリアム・ノールズ
ウィリアム・スタンディッシュ・ノールズ（William Standish Knowles、1917年6月1日 - 2012年6月13日）は、アメリカ合衆国の化学者である。不斉合成の研究により、2001年のノーベル化学賞を野依良治、バリー・シャープレスとともに受賞した。コロンビア大学で博士号を取得。

## 経歴

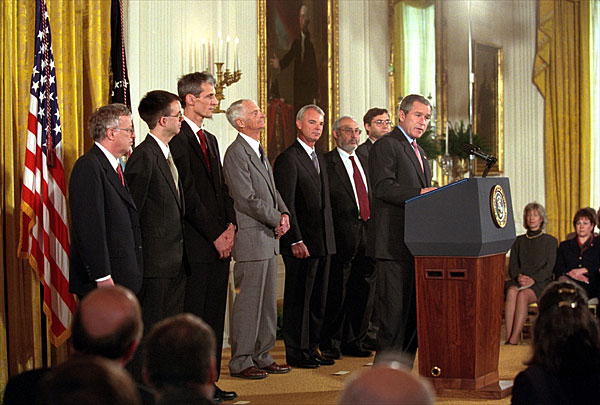
ジョージ・W・ブッシュ大統領を囲んで。ノールズは左から4番目

マサチューセッツ州トーントン生まれ。ノールズはモンサント社の研究員時代に、L-DOPAの合成において正しいエナンチオマーを作るような方向でキラルなホスフィンを結合させ、伸長させる方法を考案しており、これが受賞の決め手となった。1983年化学パイオニア賞受賞。
2012年6月13日、ミズーリ州セントルイス郊外のチェスターフィールド（英語: Chesterfield）の自宅で死去。95歳没。